# Impero del Ghana
L'Impero del Ghana (300-1076) fu un antico impero dell'Africa subsahariana. Era situato nell'attuale sud est della Mauritania, nel nord della Costa d'Avorio e in parte del Mali (a dispetto del nome, dunque, non vi è alcuna correlazione geografica con l'odierno Ghana). Benché l'impero fosse chiamato Wagadou dai suoi cittadini (di etnia Soninké), in Europa e in Arabia entrò in uso di chiamarlo con riferimento al suo sovrano (il "Ghana", ovvero "re guerriero"). Il nome soninke del regno, "wagadou", viene dai termini mandé dou ("terra", suffisso molto diffuso nei toponimi dell'Africa Occidentale) e waga, all'incirca traducibile con "mandria": il Wagadou era dunque la "terra delle mandrie".
L'Impero del Ghana fu il primo di molti imperi che sorsero in quella regione dell'Africa (sorsero sulle sue ceneri, per esempio, l'Impero del Mali e l'Impero Songhai). Fra il IV e l'XI secolo dominava gran parte dell'Africa Occidentale, durante la sua ascesa, Manden divenne una provincia dell'impero.
Il suo periodo di massima espansione risale all'VIII secolo, quando la rivoluzione economica portata nel Sahel dall'introduzione dei dromedari da parte degli Arabi consentì la nascita delle vie commerciali trans-sahariane. La possibilità di commerciare oro, avorio e sale con le popolazioni del Nordafrica e persino del Medio Oriente e dell'Europa portò nel Sahel una grande ricchezza, che a sua volta consentì un'organizzazione più centralizzata dello stato.
Nell'XI secolo, l'Impero del Ghana entrò in guerra con i berberi musulmani Almoravidi. La capitale dell'impero, Kumbi Saleh, cadde nel 1076. Gli Almoravidi non imposero il proprio controllo sulla regione, tornando a ritirarsi verso il Nordafrica, e le province dell'impero divennero di fatto indipendenti.

## Reggenti del Ghana
| Periodo                                         | Sovrano                                      | Periodo          |
| ----------------------------------------------- | -------------------------------------------- | ---------------- |
| Dinastia wague/awkar(360-750 d.C.)              | Re dinga cisse                               | circa 100 d.C.   |
| Dinastia wague/awkar(360-750 d.C.)              | Khine cisse                                  | 350-622 d.C.     |
| Dinastia wague/awkar(360-750 d.C.)              | Dyabe cisse/re Kaya maja.40 re sconosciuti   | 622-750 d.C.     |
| Governanti Soninke "Ghanas" dell'Impero Wagadou | Majan Dyabe Cisse                            | circa 750        |
| Governanti Soninke "Ghanas" dell'Impero Wagadou | Altri governanti Ghanas dal nome sconosciuto | 750-1040         |
| Governanti Soninke "Ghanas" dell'Impero Wagadou | Bassi                                        | 1040-1062        |
| Governanti Soninke "Ghanas" dell'Impero Wagadou | Tunka Manin                                  | 1062-1076        |
| Occupazione almoravide                          | Generale Abu-Bakr Ibn-Umar                   | 1076-1087        |
| Regno dei Ghanas di Wagadou                     | Kambine Diaresso                             | 1087-1090        |
| Regno dei Ghanas di Wagadou                     | Suleiman                                     | 1090-1100 circa  |
| Regno dei Ghanas di Wagadou                     | Bannu Bubu                                   | 1100s-1120 circa |
| Regno dei Ghanas di Wagadou                     | Majan Wagadou                                | 1120-1130 circa  |
| Regno dei Ghanas di Wagadou                     | Musa                                         | 1140-1160 circa  |
| Regnanti durante l'occupazione Kaniaga          | Diara Kante                                  | 1180-1202        |
| Regnanti durante l'occupazione Kaniaga          | Soumaba Cisse                                | 1203-1240        |

Soumaba Cisse sarebbe stato vassallo di Soumaoro fino al 1235, poi alleato di Sundjata Keïta fino alla fine.